# Période d'anarchie mérinide
 (avril 2025).
Motif : Absence de sources centrées sur ce sujet, la chronologie est plutôt du TI
- Archive Wikiwix
- Bing
- Cairn
- DuckDuckGo
- E. Universalis
- Gallica
- Google
- G. Books
- G. News
- G. Scholar
- Persée
- Qwant
- (zh) Baidu
- (ru) Yandex
- (wd) trouver des œuvres sur Wikidata

| 1. | Préciser le motif de la pose du bandeau. | Précisez le motif de la pose du bandeau en utilisant la syntaxe suivante : {{admissibilité à vérifier\|date=avril 2025\|motif=remplacez ce texte par le motif}}                                  |
| 2. | Informer les utilisateurs concernés.     | Pensez à avertir le créateur de l'article, par exemple, en insérant le code ci-dessous sur sa page de discussion : {{subst:avertissement admissibilité à vérifier\|Période d'anarchie mérinide}} |

La période d'anarchie mérinide est une période qui dure de 1465 à 1472, à la suite d'une révolte populaire contre le dernier sultan mérinide.

## Chronologie
- 1459 : Abû Mohammed `Abd al-Haqq massacre les vizirs wattassides.
- 1465 : Abû Mohammed `Abd al-Haqq est égorgé à Fès au cours d'une révolte populaire. Le chérif Mohammed ibn Ali Amrani-Joutey, un descendant des Idrissides, est proclamé sultan mais son autorité se limite à la région de Fès.
- 1469 : Les musulmans viennent de perdre la quasi-totalité de leurs territoires d'Al-Andalus. Seuls les Nasrides conservent Grenade et ses environs jusqu'en 1492. Cette période connaît un afflux massif, vers le Maroc, d'Andalous musulmans et juifs pourchassés par l'inquisition et la conversion forcée au christianisme.
- 1471 : Le roi portugais Alphonse V parvient à prendre Asilah puis Tanger en profitant des désordres de Fès, ce qui permet au Portugal de contrôler le détroit de Gibraltar.
- 1472 : Mohammed ach-Chaykh, un survivant du massacre de 1459, restaure une autorité à Fès au nom de la famille des Banû Wattas.